# شما البستكي
شَمّا البَستَكي (1997) شاعرة وفنانة تشكيلية إماراتية. تخرجت في جامعة نيويورك أبوظبي، وتخصصت في مجال علم الاجتماع والسياسة العامة والأدب والكتابة الإبداعية. عيّنت سفيرة متحف اللوفر أبوظبي سنة 2015 ثم وزيرة التسامح الإماراتي في مهمات شعرية من قبل المتحف. هي عضوة في عدة مؤسسات أدبية وقد حصلت على جوائز عديدة. تعمل في صناعة وتصميم الدمى، وقد تميزت بأسلوبها الخاص المستمد من التراث.

## سيرتها
تعد شما عضوة مؤسسة في شبكة المرأة الإبداعية التابعة للمكتب الثقافي لمؤسسة الإمارات للآداب، وبعدها انضمت إلى «قصر الحصن» بدائرة الثقافة والسياحة. حصلت شما على درجتي الماجستير في البحث الاجتماعي والسياسة العامة وكذلك الأدب والكتابة الإبداعية في جامعة نيويورك أبو ظبي، في عام 2015 بدأت دورها كسفيرة طلابية لمتحف اللوفر أبو ظبي وكلّفها المتحف بالعديد من المشاريع، بما في ذلك التعاون مع استوديوهات جيني هولزر. تم تدريس مقالتها "إعادة التفكير في العالمية" في دورة "المتاحف في سياق عالمي" بجامعة نيويورك سنويًا منذ نشرها.
كتبت مئات القصائد منذ أن كانت في السابعة من عمرها، وأكملت أول مجلد كامل لها من الشعر "بيت لبيت" في عام 2018، ونُشر مقتطف منه في مجلة Asymptote. استندت المجموعة المكونة من ثلاثة مجلدات من الشعر العرقي والتصوير الفوتوغرافي إلى القصص الشفوية من مجتمعات خور دبي، والتي تم تقديمها بشكل إبداعي في شكل شعر.
كانت واحدة من الأعضاء المؤسسين لشبكة الإبداع النسائية التابعة للمكتب الثقافي، والتي أطلقتها سمو الشيخة منال بنت محمد بن راشد آل مكتوم.وهي أيضًا عضو مؤسس في "فصول بلا عنوان" وهي مجموعة أدبية للكاتبات الإماراتيات أسستها فاطمة البناي في عام 2011. وهي المؤسس المشارك لـ(جارة) JARA Collective، وهي دار نشر كتب صغيرة تركز على صنع الكتب الصغيرة والكتابة التجريبية، مع دور نشر شقيقة في نيويورك وبنغالور وباريس. تحدثت في العديد من الفعاليات الأدبية، بما في ذلك مهرجان الإمارات للآداب، ومهرجان البردة، ومهرجان هاي، وعملت كأمينة مشاركة لمعرض حكاية: القصة لعامين. قدمت أعمالها في لندن وواشنطن العاصمة ومدينة نيويورك وبوسطن وفي مختلف أنحاء الإمارات.
بالإضافة إلى عملها كشاعرة، فهي أيضًا فنانة تشكيلية وتم ترشيحها كجزء من منحة سلامة بنت حمدان للفنانين الناشئين (المجموعة 6)، وهو برنامج تعليمي مكثف للفنون لمدة عشرة أشهر يدرسه أعضاء هيئة التدريس من كلية رود آيلاند للتصميم. تم عرض آخر أعمالها النحتية والتصوير الفوتوغرافي والتركيب السينمائي "الآش" في Warehouse 421 في معرض جماعي "المجتمع والنقد". يشمل عملها الخط، حيث فازت بجائزة مهرجان أبو ظبي للفنون البصرية الشاملة عن لوحتها القائمة على الخط "تكتب بسكين".
تتحدث شما عن بداياتها فتقول: "طفولتي كانت جميلة جداً ومليئة بالفن والابتكار وامتلكت مساحة كبيرة للاكتشاف واللعب. واعتادت والدتي أن تقرأ لي القصص المغناة، فنشأت على حب الموسيقى والأوزان، بينما كان أبي يرسم بعد يوم عمله الطويل وكنت أراقبه يرسم وأعجب بالعالم الذي يبتكره. وبالتالي، تأثرت بكل هذه الصور والأفكار التي ترسخت داخلي، لتكون بدايتي مع الكتابة في سن صغيرة جداً وهي سن السابعة، حين قام زميل لي بكتابة شعر مع أخيه وقدّمه للمعلمة، فحينها عدت للبيت وأخبرت أمي بما حصل، فأخبرتي أنّ بإمكاني أيضاً أن أفعل مثله، وهذا ما دفعني إلى تأليف أول قصيدة لي بعنوان Sunshine وعرضتها على المعلمة وأعجبتها وتم نشرها في جريدة المدرسة وقام زملائي بغناءها في صف الموسيقى. كانت سعادتي لا توصف حين غنّى كل الأطفال كلماتي، فقد لحنت المدرسة الكلمات وحولتها إلى أغنية، وبعدها تشجعت أكثر واستمريت بالكتابة عن الطبيعة والإنسان، وكنت أكتب بلسان الوحوش والأشجار والحيوانات، فقد كانت مخيلتي واسعة جداً وخصبة وقد قدمت العالم كما رأته عينا فتاة صغيرة وبريئة".
وعن علاقتها بالكتابة تقول: "الكتابة لطالما كانت وسيلتي للتعبير عن مشاعري. ففي بداياتي كتبت لمجرد أن أستمتع وأفهم ذاتي وأفرغ أحاسيسي ولا سيما في سنوات مراهقتي حيث كنت خجولة جداً وساعدتني الكتابة للتواصل مع العالم حتى لو لم يصل إليه ما أكتبه. فكنت أتواصل بطريقتي الخاصة، وكان من حولي يعتبرونني في عالم آخر، إذ كنت قليلة الكلام والتعبير، لكنني كنت أشارك قصائدي مع والدتي وأقاربي ومدرساتي. وفي وقت ما كنت أكتب في صف الرياضيات تحت الطاولة، أو خلال وقت الاستراحة، وكان جميع من حولي يتساءل عما أقوم به. بعد ذلك بمراحل، وحين شعرت بالتشبع مما أقوم به، صرت أفكر بمشاركة كتاباتي، وذلك في سن الـ15 تقريباً، وحينها تعرّفت على مجموعة Untitled Chapters (فصول بلا عنوان) التي تضم كاتبات إماراتيات وتحمست وأردت التعرف عليهنّ، وكنت أصغر عضوة، ولكنهنّ تقبلنني وتفهمنني ودعمنني وهذا الأمر جعلني أشعر بالانتماء وزاد من ثقتي بنفسي، وكانت انطلاقتي نحو المشاركة، فتطور نمط قصائدي وباتت صوتية أكثر وبت أقرؤها أمام الجمهور".
ترى شما أنّ "الجيل الجديد يملك الرغبة بالمعرفة والتعلم، فهذا المجال خصب للتجربة والاختبار وهناك فرص كثيرة للنشر ومشاركة الأفكار".
وتتابع: "أنا أفهم التركيز على المجالات العلمية فهي مهمة ويجب أن يتجه لها الجيل الجديد، ولكن المجالات الإبداعية يجب أن تأخذ حيزاً كبيراً من اهتمامنا، فهي أساسية في حياة الإنسان لأنّها تمنحنا القدرة على التعبير وتعيد إلينا الأمل وتريحنا وتنقلنا إلى عالم أكثر هدوءاً واتزاناً. فالفنانون والكتّاب هم القادرون على تحريك مشاعرنا وجعلنا نشعر بإنسانيتنا وعواطفنا ومشاعرنا".

## مهنتها الفنية
برزت البستكي في صناعة الدمى. والدتها كانت تعاني من هوس جمع الدمى في صغرها، لكنها تعرضت لصدمة النفسية وعانت من تفاعل حاد للكرب «بعد استيقاظها على كابوس لتجد دميتها نجلاء تقف على حافة السرير ورجلها مكسورة وذراعها مرفوعة كأنها تشير إليها، ما دفعها إلى التنازل عن هوسها بجمع الدمى.» فاختارت الدمى في أعمالها الفنية بهدف التعبير عن اضطراب والدتها.
تعتمد البستكي في تصميم أعمالها التشكيلية على دراسات وبحوث فولكلورية وتحرص على حياكة وتصميم الدمى بنفسها. «وتعمل  على تصوير تلك الدمى والألعاب الأخرى بطريقة فنية لتخلدها في ذاكرة الأطفال والمجتمع الإماراتي، مستعينة بتقنية الطباعة العدسية لإنتاج صور مطبوعة تتغير عند النظر إليها من زوايا مختلفة.» فهي تحاكي التراث الإماراتي والروابط الأسرية عبر تحويل الدمى والألعاب إلى أعمال فنية تجمع فيها بين التصوير وحياكة الدمى، وتبدع تركيبات متميزة بالضوء الأخضر وسلايم.

## جوائزها وتكريمها
- جائزة «أدما» للفنون مرتين متتاليتين، الأولى عن لوحة مزخرفة بكلمات نزار قباني، والأخرى لقصيدة كتبتها بنفسها.[11]
- 2015: جائزة مهرجان أبوظبي للفنون البصرية، للوحتها الفنية بعنوان «الشاعر الذي يكتب بسكين.» [13]
- 2019: جائزة أبوظبي للثقافة والفنون للإبداع عن مجموعتها الشعرية «بيت لبيت» [8]

## مؤلفاتها
- «بيت لبيت»: مجموعة من الصور الفوتوغرافية والنصوص الشعرية التي تبرز تعددية المجتمع الإماراتي.[8]